# Talsperre Pinilla
Die Talsperre Pinilla bzw. Talsperre La Pinilla (spanisch Presa de (La) Pinilla) ist eine Talsperre mit Wasserkraftwerk in der Gemeinde Pinilla del Valle, Autonome Gemeinschaft Madrid, Spanien. Sie staut den Lozoya zu einem Stausee auf. Die Talsperre dient der Trinkwasserversorgung und der Stromerzeugung. Mit ihrem Bau wurde 1966 begonnen; sie wurde 1967 fertiggestellt und am 30. Mai 1967 eingeweiht. Sie ist im Besitz von Canal de Isabel II.

## Absperrbauwerk

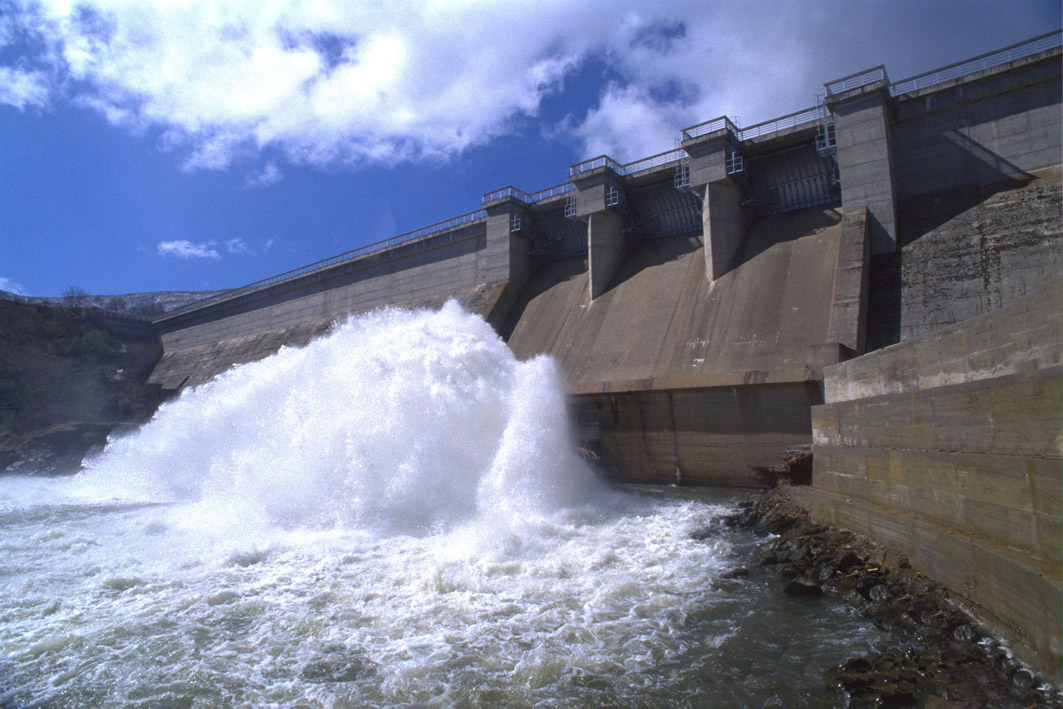

Das Absperrbauwerk ist eine Gewichtsstaumauer aus Beton mit einer Höhe von 32,6 (bzw. 33) m über der Gründungssohle. Die Breite der Staumauer beträgt an der Krone 7 m. Die Mauerkrone liegt auf einer Höhe von 1090 m über dem Meeresspiegel. Die Länge der Mauerkrone beträgt 294 (bzw. 294,5 oder 295) m. Das Volumen beträgt 91.450 m³.
Die Staumauer verfügt sowohl über einen Grundablass als auch über eine Hochwasserentlastung. Über den Grundablass können maximal 46 (bzw. 56) m³/s abgeleitet werden, über die Hochwasserentlastung maximal 350 m³/s. Das Bemessungshochwasser liegt bei 350 m³/s.

## Stausee
Beim normalen Stauziel von 1089 m erstreckt sich der Stausee über eine Fläche von rund 4,8 km² und fasst 38 (bzw. 40) Mio. m³ Wasser; davon können 38 Mio. m³ genutzt werden.

## Kraftwerk
Das Kraftwerk wird von Hidráulica Santillana S.A.U. betrieben. Es wurde 1991 errichtet; seine installierte Leistung beträgt 2,48 MW. Die Jahreserzeugung schwankt; sie betrug im Jahr 2005 2,45 Mio. kWh und im Jahr 1996 9,23 Mio. kWh.
Es sind zwei Francis-Turbinen installiert. Die Maschine 1 (mit horizontaler Welle) leistet maximal 0,58 MW und der zugehörige Generator 0,7 MVA. Die Nennspannung des Generators beträgt 6 kV. Die Nenndrehzahl der Turbine liegt bei 600 Umdrehungen pro Minute. Die Fallhöhe beträgt 24,5 m. Der Durchfluss liegt bei 2,35 m³/s.
Die Maschine 2 (mit vertikaler Welle) leistet maximal 1,9 MW und der zugehörige Generator 2,2 MVA. Die Nennspannung des Generators beträgt 6 kV. Die Nenndrehzahl der Turbine liegt bei 375 Umdrehungen pro Minute. Die Fallhöhe beträgt 24,5 m. Der Durchfluss liegt bei 7,65 m³/s.